# Branch (Louisiane)
Pour les articles homonymes, voir Branch.
Branch est une census-designated place de la paroisse de l'Acadie, en Louisiane, aux États-Unis. 